# Mistrzostwa Turcji w Skokach Narciarskich 2019
Mistrzostwa Turcji w Skokach Narciarskich 2019 – zawody mające na celu wyłonić mistrza Turcji, które rozegrane zostały na kompleksie skoczni w Erzurum. Mistrzostwa zostały rozegrane 5 marca w czterech kategoriach wiekowych, z czego ta najmłodsza została podzielona na kategorie mężczyzn i kobiet.
Mistrzostwo wśród najstarszej kategorii wiekowej wywalczył Fatih Arda İpcioğlu. Skład podium uzupełnili Muhammet İrfan Çintımar oraz Muhammed Ali Bedir. Zawody w niższym szczeblu wiekowym zwyciężył Gökhan Taşdemir przed Serdarem Talhą Şimşek oraz Halilem İbrahimem Kızılcım. Pozostałe kategorie wygrywali Aydın Eren Şimşek, Muhammet Emir Ekmekçi wśród chłopców oraz w kategorii dziewczynek Ravzanur Ekmekçi.